# Луїза Пендик
Луїза Пендик (пол. Luiza Pendyk; нар. 23 вересня 1970, Любань, Польща) — польська футболістка, нападниця. Виступала за національну збірну Польщі. На клубному рівні грала за декілька команд у Швеції і двічі ставала найкращою бомбардиркою Дамальсвенскана.

## Клубна кар'єра
Народилася в Любані, але виросла у Вроцлаві. Футбольну кар'єру розпочала у вроцлавському АЗС. Згодом перейшла до «Чарні» (Сосновець), у складі якої швидк стала однією з найкращих футболісток країни.
Пендик продовжила свою футбольну кар'єру в Швеції, спочатку в «Тиреше». За довгий і успішний період у шведському футболі вона двічі поспіль ставала найкращою бомбардиркою Дамальсвенскана (1999, 2000).
Після п’яти сезонів у «Мальме» призупинила футбольну кар'єру, щоб зосередитися на навчанні. Однак вона погодилася повернутися до клубу частково до наступного сезону 2001 року, після чого знову завершила кар'єру. Загалом за «Мальме» відзначився 161-м голом у 163-х матчах.
У липні 2002 року погодилася приєднатися до місцевої команди нижчого дивізіону «Стаффансторп», де також грали деякі колишні одноклубниці по «Мальме». Седереттан 2002 року завершила із 7-ма голами. Вона вирішила залишитися в Швеції після завершення футбольної кар'єри й отримала шведське громадянство.

## Кар'єра в збірній
Дебютувала за національну збірну Польщу 27 червня 1987 року в нічийному (1:1) товариському матчі проти Чехословаччиною на стадіоні БКС у Бельсько-Бяла. Вийшла на поле на 39-й хвилині, а за дві хвилини до завершення поєдинку зрівняла рахунок «красивим» ударом головою з 16-ти метрів. 
Після переїзду для виступів у клубний футбол до Швеції, впала в суперечку зі збірною Польщі і стала недоступною для «кадри». Її 25-й й останній виступ з капітанською пов'язкою 27 вересня 1992 року у програному (1:4) поєдинку кваліфікації чемпіонату Європи 1993 проти Італії на стадіоні «ВКС Вавель» у Кракові.
Шведська футбольна асоціація зробила невдалу спробу натуралізувати Пендик для виступу за жіночу збірну Швеції з футболу. План провалився, оскільки попередні виступи Луїзи за Польщу не дозволили їй змінити футбольне громадянство відповідно до правил ФІФА.

## Статистика виступів

### У збірній
| Національна збірна | Рік     | Матчі | Голи |
| ------------------ | ------- | ----- | ---- |
| Польща             | 1987    | 1     | 1    |
| Польща             | 1988    | 2     | 2    |
| Польща             | 1989    | 5     | 1    |
| Польща             | 1990    | 2     | 0    |
| Польща             | 1991    | 11    | 2    |
| Польща             | 1992    | 4     | 0    |
| Загалом            | Загалом | 25    | 6    |

### Забиті м'ячі
| № | Дата           | Місце                               | Матч | Суперник       | Рахунок | Результат | Змагання         |
| - | -------------- | ----------------------------------- | ---- | -------------- | ------- | --------- | ---------------- |
| 1 | 27 червня 1987 | БКС, Бельсько-Бяла, Польща          | 1    | Чехословаччина | 1–1     | 1–1       | Товариський матч |
| 2 | 26 червня 1988 | Самоков, Болгарія                   | 2    | Болгарія       | 1–0     | 1–2       | Товариський матч |
| 3 | 16 жовтня 1988 | Народний стадіон, Сосновець, Польща | 3    | Угорщина       | 1–1     | 2–1       | Товариський матч |
| 4 | 27 червня 1989 | Темпіо-Паузанія, Сардинія, Італія   | 5    | СРСР           | 1–0     | 2–1       | Товариський матч |
| 5 | 25 червня 1991 | Пула, Італія                        | 16   | Греція         | 1–0     | 2–0       | Товариський матч |
| 6 | 6 вересня 1991 | Скра, Ченстохова, Польща            | 18   | СРСР           | 1–1     | 2–1       | Товариський матч |